# Science fictions guldålder
Science fictions guldålder var den tid då genren science fiction började uppmärksammas och många klassiska verk författades. Namnet har införts i efterhand beteckna den science fiction som skrevs under fyrtiotalet, då magasinsgenren mognade avsevärt och författare som Isaac Asimov, Robert Heinlein, Theodore Sturgeon och A.E. van Vogt gjorde genren allmänt accepterad och känd.
Clifford D. Simak hade debuterat i början av trettiotalet men blev inte riktigt produktiv förrän nu. Han kom i kontakt med John W. Campbell som blivit redaktör för Astounding Science Fiction efter att tidigare ha skrivit ett par klassiska berättelser som Who Goes There? och en del rymdoperor. Astounding dominerade fältet under fyrtiotalet även om de nämnda författarna inte enbart kom att publicera sig där.

## Den andra guldåldern
Bertil Mårtensson och andra har föreslagit att femtiotalet bör kallas ”Science fictions andra guldålder”, då dominerat av de två tidskrifterna Galaxy Science Fiction, i synnerhet under H. L. Gold, och The Magazine of Fantasy & Science Fiction under Anthony Boucher med flera. Under denna tid dominerades genren fortfarande av de tidigare nämnda berömdheterna men fick svår konkurrens av bland andra Robert Sheckley, William Tenn, Frederik Pohl och Philip K. Dick som, med sin mer samhällssatiriska vinkel, väl speglade McCarthy-tidens USA.